# Fran Lebowitz : Si c'était une ville...
Fran Lebowitz : Si c'était une ville... est une série documentaire de Martin Scorsese sorti en 2021.

## Synopsis
Dans le prolongement du film Public Speaking, le réalisateur Martin Scorsese s'entretient avec l'écrivain et humoriste Fran Lebowitz. Chaque épisode traite d'un aspect de la vie new-yorkaise (culture, transports, argent...).

## Distinctions
Le film a été nommé au Primetime Emmy Award de la meilleure série documentaire.